# Big X
Big X (japanisch ビッグX Biggu Ekkusu) ist eine Science-Fiction-Manga-Serie und Anime-Serie von Osamu Tezuka aus den Jahren 1963 bis 1966. Sie erzählt von einem während des Zweiten Weltkriegs von Japan und den Nationalsozialisten entwickelten Waffenprojekt, das nach dem Krieg vom Sohn des Entwicklers abgeschlossen und zum Wohl der Menschheit eingesetzt wird.

## Handlung
Dr. Asagumo wurde im Zweiten Weltkrieg in das Deutsche Reich eingeladen und von Adolf Hitler gebeten, bei der Erforschung der neuen Waffe „Big X“ mitzuarbeiten.  Er ist besorgt über die möglichen Auswirkungen dieser Waffe und verzögert absichtlich den Fortschritt der Forschung. Er verschwört sich mit seinem Kollegen, dem hinterhältigen Forscher Dr. Engel. Unmittelbar bevor Deutschland von den Alliierten besiegt wird, wird Dr. Asagumo von der deutschen Armee erschossen, jedoch nicht bevor er seinem Sohn Shigeru eine Karte mit dem Geheimnis von Big X implantieren konnte. Eine Organisation, die behauptet mit den Nationalsozialisten verbündet zu sein, stiehlt Shigeru, der jetzt in Tokio lebt, die Karte und schließt das Big X-Projekt ab. Das Forschungsprojekt stellt sich als Medikament heraus, das den menschlichen Körper ohne Einschränkung erweitern kann. Dr. Engels Enkel ist der Allianz mit den Nationalsozialisten beigetreten. Shigerus Sohn Akira holt Big X vom Feind zurück und fordert furchtlos jene Allianz und Hans Engel heraus, die planen die Welt zu erobern. Er injiziert sich das Mittel selbst und wird zum Riesen Big X, der nun für das Gute kämpfen will. Doch den Nazis gelingt es, Big X zu ihrer neuen Basis in Karthago zu bringen, wo Dr Engels Enkel Hans auf ihn wartet. Er ist überzeugt, sein Großvater allein habe das Mittel erfunden und die Asagumos es nur gestohlen. Hier trifft Akira auch seine Geliebte, Nina Burton, die telepathisch mit Tieren reden kann. Gemeinsam befreien sie Karthago und kämpfen auch danach gegen die Verschwörung der Nazis. Diese versuchen weiterhin, in der internationalen Politik Einfluss zu nehmen, und bedienen sich dabei der scheinbar neutralen Kreuz-Partei.

## Veröffentlichung
Die Idee zur Serie basiert auf der Waffenentwicklung, die die Nationalsozialisten gemeinsam mit der japanischen Regierung während des Zweiten Weltkriegs betrieben, um neuartige Wunderwaffen zu entwickeln. Tezuka griff diese als Hintergrund für seine Geschichte auf und entwickelte eine Anti-Kriegs-Erzählung daraus. Der Manga erschien von November 1963 bis Februar 1966 im Magazin Shōnen Book. Dessen Verlag Shūeisha brachte die Kapitel auch gesammelt in vier Bänden heraus.

## Animeserie
Zum Manga entstand 1964 eine Anime-Fernsehserie, die vom neugegründeten Shin Studio Tōkyō Movie unter der Regie von Mitsutero Okamoto und Osamu Dezaki produziert wurde. Die Drehbücher schrieben Jirō Tsunoda, Moribi Murano und Tadashi Hirose. Die verantwortlichen Produzenten waren Hitoshi Kubota, Saburō Gōda und Yutaka Fujioka. Letzterer war der Gründer des neuen Studios und hatte sich zuvor im Puppentrickfilm einen Namen gemacht.
Die 59 je 30 Minuten langen Folgen wurden vom 3. August 1964 bis 27. September 1965 von TBS in Japan ausgestrahlt. Vom Anime sind heute nur die Folgen 1, 11 und 40–59 erhalten, die anderen Episoden sind verloren gegangen.

### Synchronisation
| Rolle         | japanischer Sprecher (Seiyū) |
| ------------- | ---------------------------- |
| Big X         | Akira Shimada                |
| Nina Burton   | Fuyumi Shiraishi             |
| Dr. Hanamaru  | Ichirō Nagai                 |
| Hans Engel    | Keiko Yamamoto               |
| Akira Asagumo | Toshika Ota                  |

### Musik
Isao Tomita komponierte den Soundtrack der Serie. Für den Vorspann verwendete man das Lied Big X, gesungen vom Kamitakada-Knabenchor.

## Andere Auftritte
Big X hat einen Cameo-Auftritt im Videospiel Astro Boy: Omega Factor, zusammen mit vielen anderen Charakteren, die ebenfalls von Osamu Tezuka erstellt wurden. Es erschien 2004 für den Game Boy Advance.

## Rezeption
Mit dem Manga unternimmt Tezuka den Versuch, Japans Verbindung mit dem Nationalsozialismus für eine junge Zielgruppe aufzuarbeiten, so die Anime Encyclopedia. Dabei enthält die Geschichte auch einige für junge Zuschauer problematische Ideen, so dass der Protagonist sich das Serum regelmäßig mit Hilfe eines Kugelschreibers injiziert. Der Anime ist bedeutend als erste Produktion des noch heute als TMS Entertainment bestehenden Studios sowie auch als zweite Verfilmung eines Mangas von Osamu Tezuka nach Astro Boy.